# Ion Brezeanu
Ion Iancu Brezeanu (n. 1 decembrie 1869 – d. 17 martie 1940) a fost un actor român, promotor al realismului în arta teatrului comic din epoca sa. Jocul său îmbina comicul cu nuanțe tragice. A interpretat personaje comice din opera lui Ion Luca Caragiale (Ipingescu din „O noapte furtunoasă” și Cetățeanul turmentat din „O scrisoare pierdută”). Brezeanu a realizat importante creații în rolurile de compoziție: Ion din „Năpasta” de Caragiale, Ciubăr din „Despot-Vodă” de Vasile Alecsandri, Harpagon din „Avarul” de Molière și bufonul din „Regele Lear” de Shakespeare. A fost tatăl regizorului, producătorului, actorului și scenaristului Grigore Brezeanu.

## Biografie
A decedat în 1940 și a fost înmormântat în Cimitirul „Sf. Vineri” din București.

## Galerie

Caricaturi de Nicolae S. Petrescu-Găină
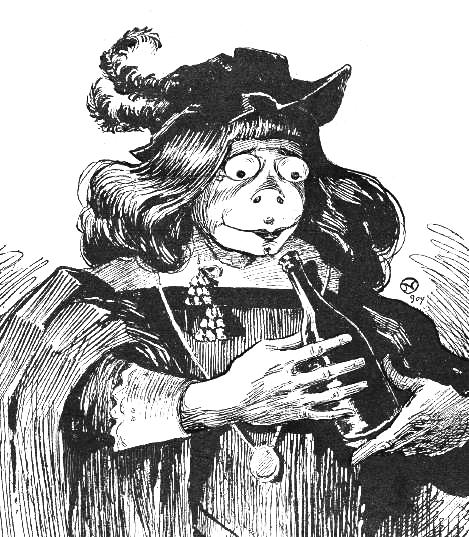
Ion Brezeanu în Hamlet
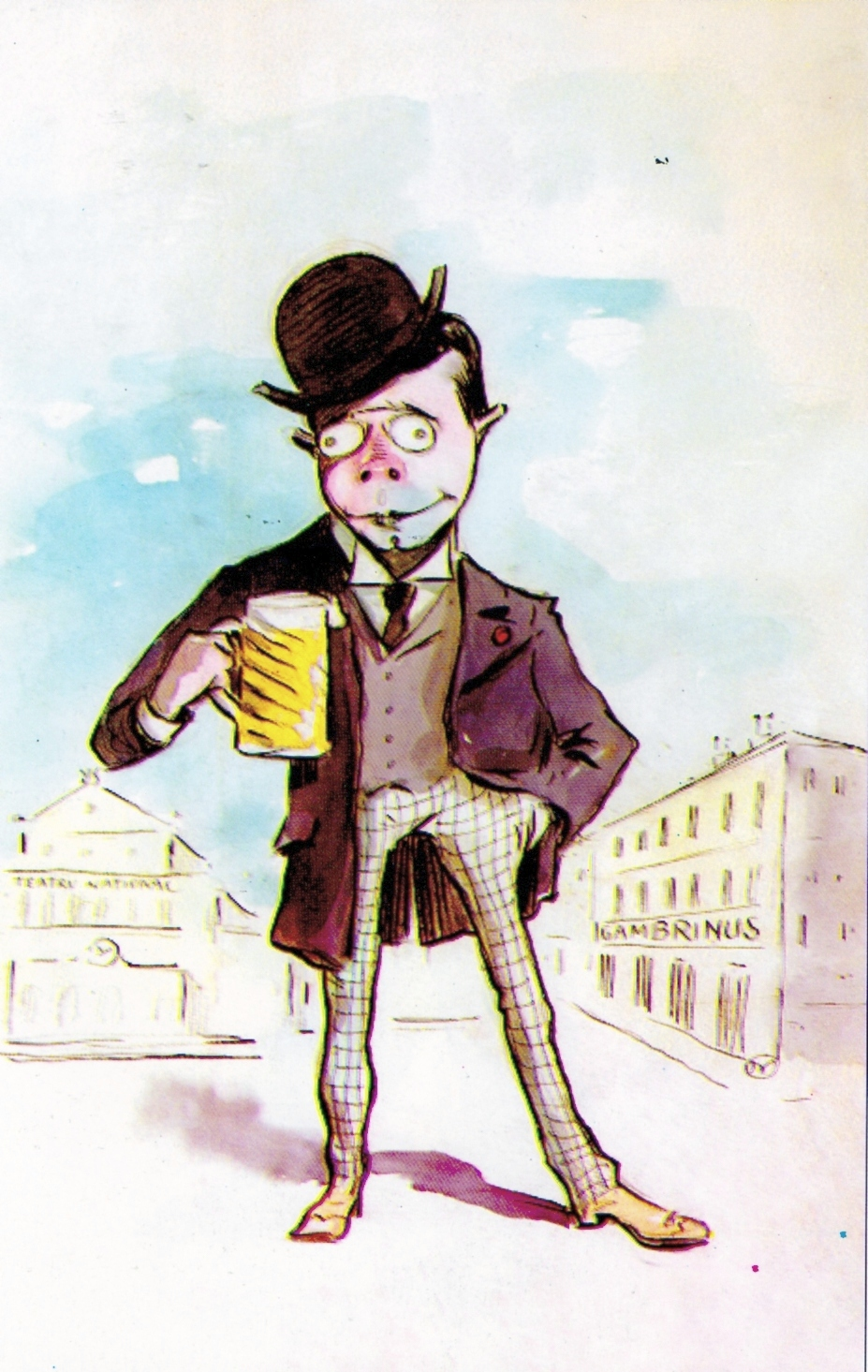
Între Teatrul Național și Gambrinus
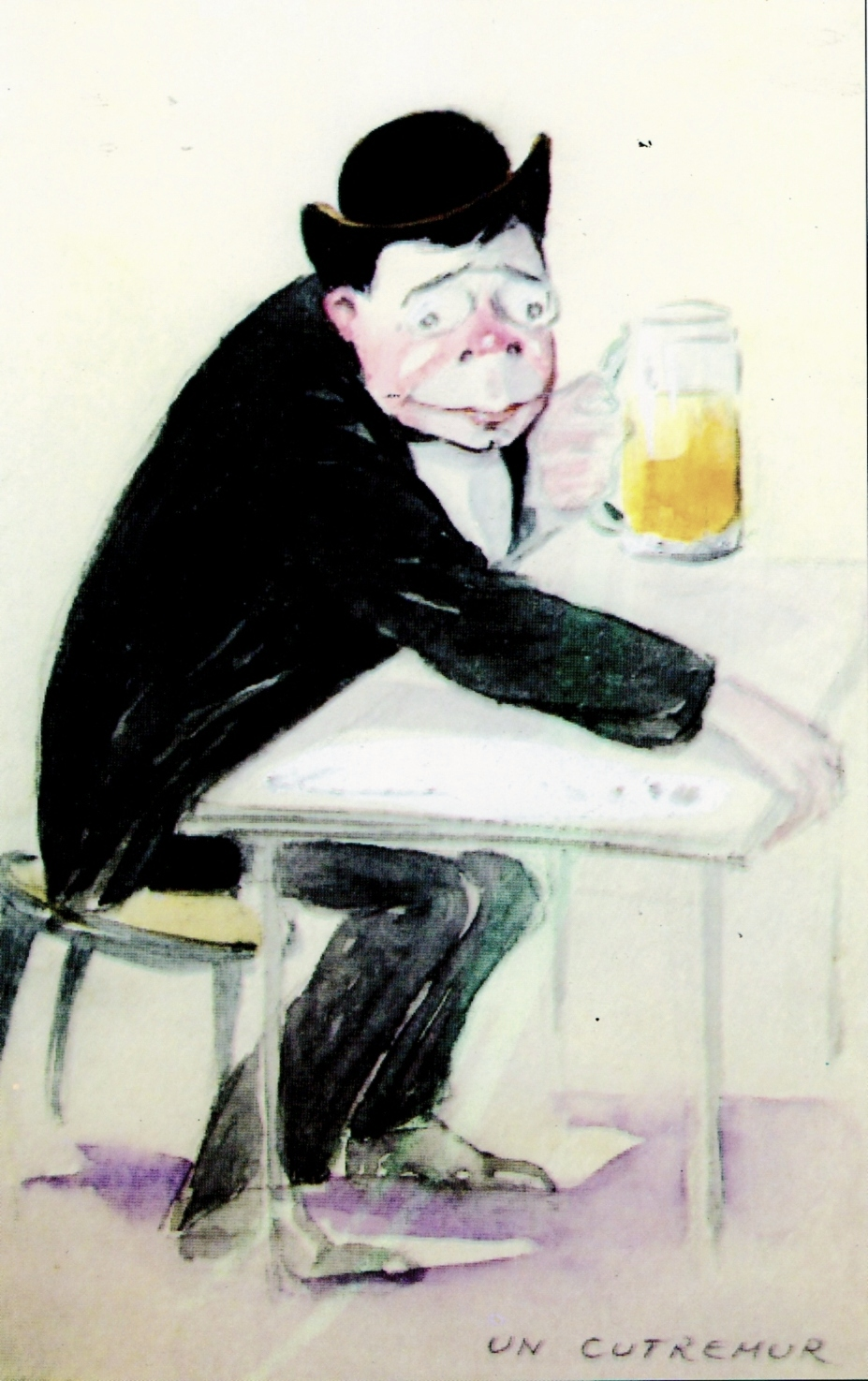
Un cutremur...

## Bibliografie

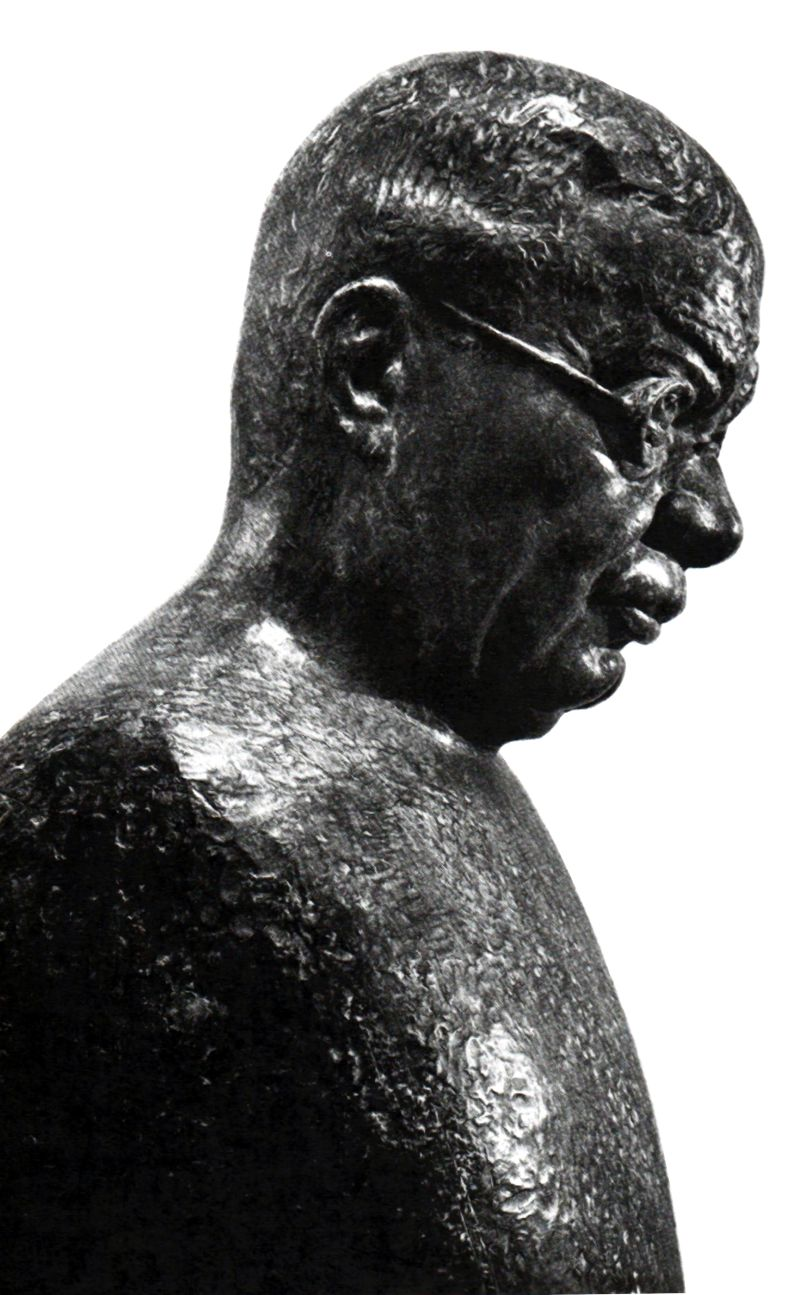
Ion Brezeanu - de Dimitrie Paciurea